# Zheng Xiaoying
Zheng Xiaoying (nacida en 1929) fue la primera directora de orquesta en China. Zheng fue la directora principal de la Casa de Ópera Nacional de China y  formó parte y dirigió la Orquesta Filarmónica de Xiamen. También ha sido decana del Conservatorio Central de Música de Pekín.

## Carrera
Zheng nació en Yongding, Fujian. Zheng desciende de los Hakka y sentía que su familia valoraba la educación. Zheng primero estudió en la Universidad de Mujeres de Tianmen en Nankín en 1947. Zheng participó en la Revolución Comunista china, donde su trabajo era entrenar a una gran troupe de bailes y canciones, y dirigir óperas chinas. Trabajó en la provincia Henan.
Más tarde, Zheng estudió en el Conservatorio Central de Música en 1952. Su primer profesor director fue Nicolai Tumascheve, quién le enseñó a dirigir coros. En 1955, fue enviada a un curso especial realizado por directores soviéticos, donde fue la única mujer de la clase. Enseñó en el Conservatorio Central entre 1956 y 1960. Zheng entonces comenzó a estudiar dirección de ópera en el Conservatorio de Moscú entre 1960 y 1963. En 1962, fue la primera directora china que dirigía  una ópera en un escenario extranjero cuando dirigió "Tosca" en el Teatro Nacional de Moscú. Tras Moscú, regresó al Conservatorio Central y dio clases hasta que la Revolución Cultural interrumpió su trabajo. Durante la revolución, "no hubo música clásica en China."
Zheng se convirtió en la Directora Principal de la Casa de Ópera Nacional en Pekín en 1977. Estuvo implicada en las "influyentes rendiciones" de El Dios de las Flores, La Traviata, Carmen, Las Bodas de Figaro y Madama Butterfly. En la década de 1980,  ayudó al director francés Jean Perrison a realizar la primera traducción china de Carmen cuando visitó Pekín. En 1993, fundó la primera orquesta sinfónica de mujeres de China, la Orquesta Filarmónica Ai Yue Nu, que ha actuado por todo el mundo. El grupo toca tanto música occidental como música china. Zheng y la orquesta de mujeres han actuado en la cuarta Conferencia Mundial de Mujeres.
Cuando Zheng se retiró de la Ópera Nacional de China en 1997, se mudó a Xiamen. En 1998, comenzó la Orquesta Filarmónica de Xiamen, un ensemble musical no estatal. La orquesta ha crecido progresivamente bajo su liderazgo, obteniendo reconocimiento mundial. Como pedagoga, ha trabajado para ayudar al público a entender y apreciar la orquesta. También ha enseñado al público la etiqueta en los conciertos.
Zheng fue una de las portadoras de la antorcha olímpica en Xiamen en los Juegos Olímpicos de Pekín de 2008. En 2011, fue honrada con el Premio Dorado de Melodía de la Asociación de Músicos Chinos. Zheng recibió en 2012 el título de Figura Cultural China por su contribución a la educación y dirección musical. Se retiró de la Orquesta Filarmónica de Xiamen en 2013. En 2014, fue honrada por la Casa de Ópera Nacional con el título "Directora Honoraria de por vida."